# جودي جنسن
جودي جنسن (بالإنجليزية: Judy Jensen)‏ هي فنانة أمريكية، ولدت في 1953 في لاميسا في الولايات المتحدة.